# Honanodon
Honanodon es un género extinto de mamíferos mesoniquios que existió durante el Eoceno, fue descrito por Chow en 1976 y vivió en China y Pakistán.

## Especies
- Género Honanodon
  - Honanodon chow
  - Honanodon hebetis
  - Honanodon lushiensis
  - Honanodon macrodontus